# Rzepki (Łódź)
Pour les articles homonymes, voir Rzepki.
Rzepki (prononciation [ˈʐɛpki]) est un village de la gmina de Czarnocin, du powiat de Piotrków, dans la voïvodie de Łódź, situé dans le centre de la Pologne.
Il se situe à environ 5 kilomètres au nord-ouest de Czarnocin (siège de la gmina), 23 kilomètres au nord de Piotrków Trybunalski (siège du powiat) et 24 kilomètres au sud-est de Łódź (capitale de la voïvodie).
Sa population s'élevait approximativement à 241 habitants en 2014.

## Administration
De 1975 à 1998, le village était attaché administrativement à l'ancienne voïvodie de Piotrków.

Depuis 1999, il fait partie de la nouvelle voïvodie de Łódź.